# Most Portowy w Bydgoszczy

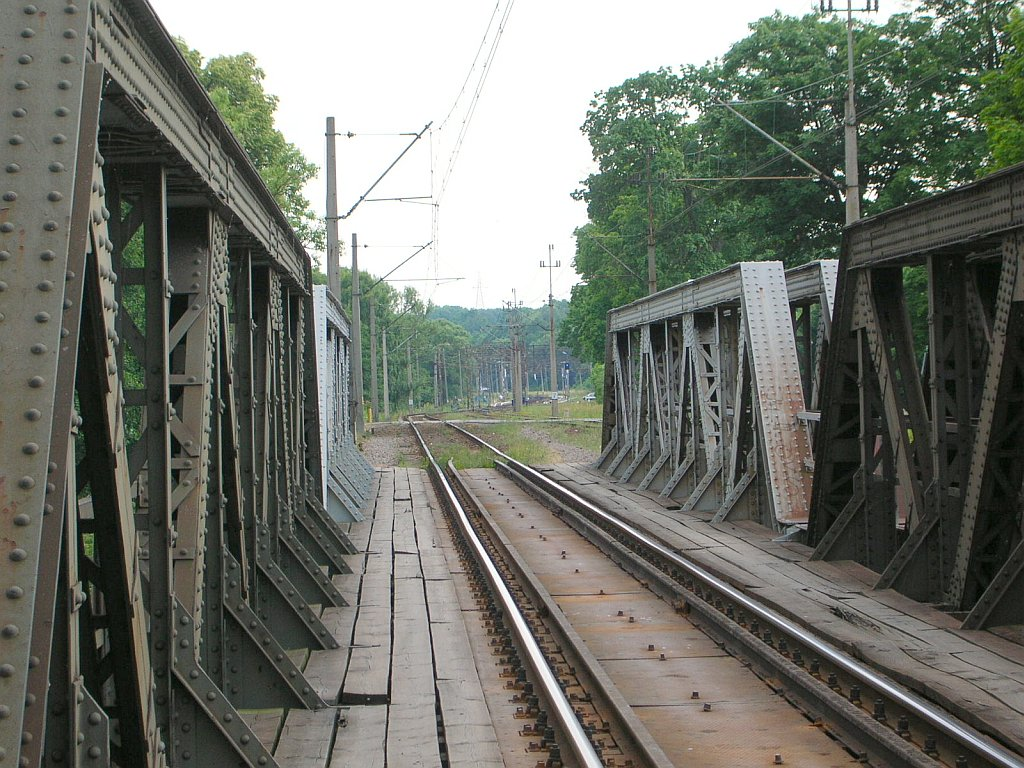
Na moście

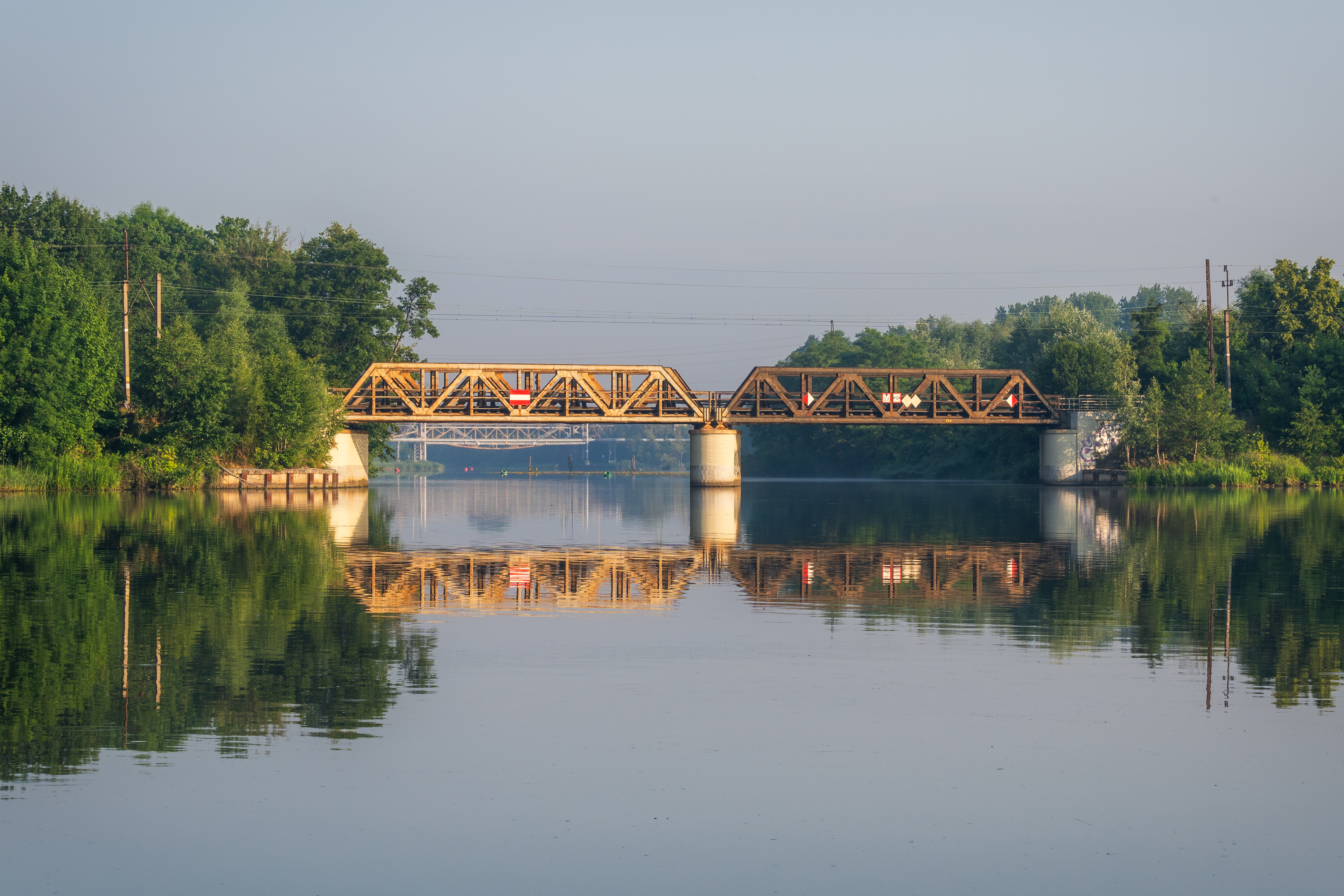
Widok od strony toru regatowego

Most Portowy – most kolejowy, stalowy na rzece Brdzie, położony w dzielnicy Czersko Polskie, przy torze regatowym w Bydgoszczy.

## Lokalizacja
Most Portowy spina oba brzegi Brdy na ujściowym odcinku rzeki, gdzie wpływa ona do zbiornika wodnego, zwanego dawniej Portem Drzewnym, a od 1920 r. torem regatowym. Około 100 m na południe od mostu znajduje się stacja kolejowa Bydgoszcz Łęgnowo, z zabytkowym budynkiem dworcowym. Mostem przebiega dwutorowa linia kolejowa nr 18 wiodąca do Torunia, dawny fragment Kolei Wschodniej zbudowanej w ciągu Kolei Warszawsko-Bydgoskiej.
Most wskazuje miejsce, gdzie przed kanalizacją i podpiętrzeniem Brdy w 1879 r., znajdowało się naturalne koryto rzeki.

## Charakterystyka
Most portowy jest zbudowany jako dwuprzęsłowa, kratownicowa konstrukcją stalowa z jazda dołem. Kratownica o pasach poziomych oparta jest na trzech przyczółkach, z czego środkowy spoczywa w korycie Brdy. Ceglane filary pochodzą z 1861 r.
Masa pojedynczego przęsła wynosi 59 ton. Na moście mogą poruszać się pociągi o dopuszczalnym nacisku 22 ton na oś. Przestrzeń żeglugowa pod obiektem wynosi 3,8 × 12 m. Obiekt nie jest przystosowany do ruchu pieszego. Zarządcą obiektu jest Zakład Linii Kolejowych w Bydgoszczy.

## Nazwa
Most zawdzięcza swą nazwę pobliskiemu torowi regatowemu, który w latach 1879-1920 r. był nazywany i użytkowany jako Port Drzewny.

## Historia
Budowa mostu odbyła się w kontekście budowy nowej linii kolejowej, tzw. Kolei Warszawsko-Bydgoskiej, która stanowiła pierwsze historyczne połączenie północnych Niemiec (w tym ziem zaboru pruskiego) z Rosją (Królestwem Kongresowym). Umowę prusko-rosyjską o budowie Kolei Warszawsko-Bydgoskiej podpisano 15 grudnia 1856 r. Oddanie linii Bydgoszcz-Toruń przez stronę pruską nastąpiło 24 października 1861 r., a rok później z Torunia do granicy rosyjskiej (Otłoczyn). Kolejowy most portowy zbudowano w ramach budowy odcinka Bydgoszcz-Toruń, a przebudowano w latach 70. XIX w. podczas budowy portu drzewnego. Wykonano wówczas groblę, na której dzisiaj znajduje się linia kolejowa. Aby ochronić ją przed rozmywaniem przez nurt rzeczny wykonano ostrogę (wąski półwysep) przegradzającą rzekę, przebudowaną w 1999 r. podczas modernizacji Bydgoskiego Węzła Wodnego.
Pierwotnie most był wykonany jako kratownicowy żelazny o długości 54,14 m z dwoma przęsłami zasadniczymi o prześwicie świetlnym po 23,42 m. W 1910 r. oddano do użytku drugi tor linii kolejowej.
W czasie działań wojennych w 1945 roku most został uszkodzony. Odbudowano go w 1949 r. i z tego okresu pochodzi konstrukcja istniejących przęseł. Konstrukcję, geometrię i formę mostu zachowano identyczną z przedwojenną (prawdopodobnie wykorzystano dotychczasowe przęsła). W 1984 r. zelektryfikowano linię kolejową na moście.

## Ciekawostka
W miejscu, gdzie przebiega most, w średniowieczu znajdowała się przeprawa przez Brdę, w ciągu szlaku lądowego prowadzącego z Wielkopolski i Kujaw na Pomorze Gdańskie wzdłuż lewego brzegu Wisły. Kontrolą tej przeprawy w wiekach X-XIV zajmowali się mieszkańcy pobliskiego Wyszogrodu. W 1382 r. w lokacji miasta Hohghemburg (Fordonu) książę Władysław Opolczyk zobowiązał się do wzniesienia w tym miejscu stałego mostu zabezpieczonego budowlą obronną. Mostu nie zbudowano, ale powstała prawdopodobnie budowla w typie dworu obronnego, której fundamenty odkryli w 1890 r. eksploratorzy z Nadnoteckiego Towarzystwa Historycznego.
Od XVII do XIX wieku istniała w tym miejscu przeprawa promowa, którą obsługiwał właściciel karczmy o nazwie Ujście, istniejącej na lewym brzegu w widłach Brdy i Wisły.